# Stari Farkašić
Stari Farkašić is een plaats in de gemeente Lekenik in de Kroatische provincie Sisak-Moslavina. De plaats telt 79 inwoners (2001).